# 歐陽東鳳
歐陽東鳳（？—？），字千仞，號宜諸，湖廣承天府潛江縣人，明朝政治人物。

## 生平
萬曆十三年（1585年）乙酉科湖廣鄉試舉人，十七年（1589年）己丑科進士。授興化縣知縣，適洪水毀堤，歐陽東鳳請求上官賑濟無果，遂上書朝廷，因越級上書，罰俸。擢南京戶部主事，改南京刑部主事，升南京刑部郎中，二十八年出為平樂府知府，在瑤民中提倡教化，選瑤民子弟入學，二十九年調常州府知府，建東林書院，聘顧憲成等人講學，在任四年，三十二年升副使，次年致仕辭官歸鄉。萬曆三十六年（1608年）起為山西按察司副使，三十八年（1610年）擢南京太僕寺少卿，辭讓未就任，卒於家，享年四十九歲。

## 著作
著有《我乾》、《飛霞閣》、《社草》、《素風居士集》、《自在居偶筆》、《一枝齋腐譚》、《閑中慢鈔》、《蝶軒慢書》、《毗陵閒話》、《昭州暇筆》，又《傳闡律》十卷。

## 家族
曾祖歐陽叔謙。祖父歐陽綸，以子欧阳柏貴贈刑科給事中。侄子歐陽烝，崇祯十年进士。